# Lovin' Molly
Pour plus de détails, voir Fiche technique et Distribution.
Lovin' Molly est un film américain réalisé par Sidney Lumet et sorti en 1974. Il s'agit d'une adaptation du roman Leaving Cheyenne de Larry McMurtry publié en 1963.

## Synopsis
Durant presque quatre décennies, deux jeunes agriculteurs grandissent en aimant la même jeune fille, Molly. Le premier, Gid, lui fait un enfant mais elle se marie avec un autre homme, qui mourra à la guerre comme leur fils illégitime. Johnny, lui, marié à une veuve, est toujours amoureux de Molly.

## Fiche technique
Sauf indication contraire, les informations mentionnées dans cette section peuvent être confirmées par la base de données cinématographiques IMDb,  présente dans la section « Liens externes ».
- Titre français et original : Lovin' Molly
- Réalisation : Sidney Lumet
- Scénario : Stephen J. Friedman, d'après le roman Leaving Cheyenne de Larry McMurtry
- Musique : Fred Hellerman
- Costumes : Gene Coffin
- Montage : Joanne Burke
- Photographie : Edward R. Brown
- Production : Stephen J. Friedman
- Société de production : S.J.F. Productions
- Société de distribution : Columbia Pictures
- Pays de production :  États-Unis
- Langue originale : anglais
- Genre : drame
- Durée : 98 minutes
- Date de sortie : 
  - États-Unis : 14 avril 1974

## Distribution
- Anthony Perkins : Gid
- Beau Bridges : Johnny
- Blythe Danner : Molly Taylor
- Susan Sarandon : Sarah
- Edward Binns : M. Fry
- Conard Fowkes : Eddie White
- Claude Traverse : M. Taylor
- John Henry Faulk : M. Grinsom

## Production
Le tournage a lieu en à Bastrop au Texas.